# Manuel Burga Seoane
Manuel Francisco Burga Seoane (Chiclayo, 13 de octubre de 1957) es un abogado y exdirigente de fútbol peruano. Se desempeñó como presidente de la Federación Peruana de Fútbol (FPF).

## Carrera

### Como secretario y vicepresidente de la FPF
Inició su carrera dirigencial como representante de la Asociación Deportiva de Colegios Religiosos (Adecore). En 1987, se recibió como abogado y en 1990 fue gerente de la Región Metropolitana de Fútbol. En 1991 fue ungido presidente interino de la FPF por una resolución del Consejo Nacional del Deporte, aunque renunció el 7 de febrero de 1992, apenas 35 días después de su entronización.
Regresó ese mismo año a la FPF esta vez como secretario – bajo la batuta del entonces presidente de la FPF, el hoy extinto Nicolás Delfino – y con la misión de impulsar el fútbol femenino. Paralelamente trató de incursionar en la política, postulando en 1995 al Congreso, por las filas del partido Renovación aunque sin mucha fortuna. Tres años más tarde, en 1998, llegó a la vicepresidencia de la FPF. Desde 1999, alternó su actividad allí con asesorías jurídicas en ministerios como el de Transportes y el de Industria, cargos en el MEF y Serpost, entre otros.

### Como presidente de la FPF
El 4 de octubre de 2002, Manuel Burga fue nombrado presidente de la FPF, sustituyendo a su mentor Nicolás Delfino. Ha sido reelecto en el cargo en 2007 y 2010 con su directorio en la FPF para el período 2010-2014 constituido de Aníbal Calle y Alfredo Britto (vicepresidentes), Wallace Araníbar (tesorero) y Juan García López, Iván Vásquez Valera, José Díaz Arístegui y Reynaldo Lima (vocales).
El 27 de octubre de 2014, anuncia su postulación a un cuarto mandato a la presidencia. Sin embargo, el 29 de octubre, el Comité electoral de la FPF le inhabilita para postular a la presidencia de la Federación Peruana de Fútbol. Luego de la frustradas elecciones, el 15 de diciembre, anunció su no postulación a la presidencia.

## Controversias
Frecuentemente cuestionado por los medios habida cuenta de los repetidos fracasos de la selección peruana en las eliminatorias y rechazado por la opinión pública, Burga suele defenderse aduciendo que solo lo juzgan por los resultados y no por sus obras. También es habitual en él amenazar con el fantasma de la desafiliación de la FIFA a la hora de enfrentar procesos judiciales en su contra.
De hecho, el 24 de noviembre de 2008, tuvo que encarar el momento más difícil de su gestión cuando la FIFA suspendió a Perú de todas las competiciones, tras un larvado conflicto entre la FPF y el IPD.
Burga también se vio envuelto en polémicas verbales con algunas glorias del fútbol peruano como Teófilo Cubillas y Juan Carlos Oblitas a quienes criticó con fuertes declaraciones que le han costado a su vez numerosas críticas contra él .
Tuvo controversias con el exministro del Interior Daniel Urresti.. Fue acusado, sin pruebas, de la  entrega de fondos de la Federación de fútbol, a cuentas sospechosas. Ante su desistimiento de continuar en la presidencia de la Federación de Fútbol, Urresti ha dicho que es un gol de él.Cabe indicar que actualmente Urresti purga una condena de prisión por el asesinato del periodista Hernán Bustíos. 
El 4 de abril de 2023, la FIFA confirmó una sanción de por vida contra él, por incurrir en sobornos.aunque la justicia norteamericana lo haya declarado no culpable, único dirigente deportivo en tal situación. 

## Vida personal
Manuel Burga es sobrino nieto del extinto líder aprista Manuel "el cachorro" Seoane, también es nieto del Sr. Manuel Burga Puelles, senador del Perú entre 1963 y 1968 (por Cajamarca) e hijo del Sr. Jorge Burga Olazábal, expresidente de la Cámara de Comercio de Lambayeque, fallecido en enero de 2008. En 2015 estuvo recluido en el penal Ancón II con un mandato de prisión preventiva por su presunta participación en el escándalo de corrupción de la FIFA.luego de lo cual fue extraditado a los Estados Unidos de América, donde enfrentó un proceso judicialEn el año 2017, fue declarado no culpable por la justicia estadounidense, lo cual lo convierte en el único funcionario del caso FIFA GATE en ser absuelto. Actualmente se dedica a su profesión de abogado y a sus asuntos personales alejado de toda actividad pública. 